# Syrton
Syrton – to żywe i martwe organizmy roślinne jak i zwierzęce, unoszone przez prąd wody w ciekach.

## Skład
W skład syrtonu wchodzą organizmy wodne, głównie przedstawiciele bentosu, a także porwane przypadkowo organizmy lądowe.

## Znaczenie
Syrton odgrywa ważną rolę jako źródło pokarmu ryb, oraz ułatwia zasiedlanie nowych środowisk, jak i rekolonizację zniszczonych, np. przez falę powodziową.